# Põltsamaa
Põltsamaa (njem. Oberpahlen) je grad u okrugu Jõgevamaa, središnja Estonija. Nalazi se na glavnoj prometnici u Estoniji Tallinn - Tartu.
Grad ima 4.894 stanovnika, prema podatku iz 2006. godine, koji su većinom Estonci. Od 1989. se broj stanovnika konstantno smanjuje. 	 Prostire se na 5,99 km².
Dana 30. lipnja 1926. Põltsamaa dobiva gradska prava. Tijekom Drugog svjetskog rata uništeno je 75% grada. Põltsamaa je bila od 1950. do 1965. glavni grad okruga Jõgevamaa.

## Vanjske poveznice
- Põltsamaa - službene stranice (na engleskom, ruskom, finskom i estonskom)

|  | Zajednički poslužitelj ima još gradiva o temi Põltsamaa |